# Andrea Bosco
Andrea Bosco (Milano, 6 ottobre 1995) è un calciatore italiano con cittadinanza dominicana, difensore del Fucina.

## Carriera

### Club
Cresciuto nelle giovanili del Mariano Keller e del Napoli partecipa al suo primo campionato in Serie D a 16 anni con il CTL Campania.
Nel 2014 disputa il Torneo di Viareggio con la Rappresentativa di Serie D, giocando tutte e tre le partite della fase a gironi. Dopo una breve parentesi all'Aversa Normanna, passa in Serie D con la maglia del Campobasso. Dopo aver vestito nuovamente la casacca dell'Aversa Normanna, passa dapprima alla Frattese, poi al Francavilla.
Nell'estate del 2019, passa alla Pro Sesto, con cui vince il campionato di Serie D.
Il 30 agosto 2021 firma per il Pineto.

### Nazionale
Dominicano per parte di madre, nel gennaio 2021 viene convocato dal CT della nazionale dominicana Jacques Passy, debuttando nella stessa nazionale il 25 gennaio in un'amichevole contro la Serbia.
Pochi mesi dopo, il 25 marzo 2021, debutta invece nelle qualificazioni al campionato del mondo 2022.

## Statistiche

### Cronologia reti in nazionale
| Cronologia completa delle presenze e delle reti in nazionale ― Rep. Dominicana | Cronologia completa delle presenze e delle reti in nazionale ― Rep. Dominicana | Cronologia completa delle presenze e delle reti in nazionale ― Rep. Dominicana | Cronologia completa delle presenze e delle reti in nazionale ― Rep. Dominicana | Cronologia completa delle presenze e delle reti in nazionale ― Rep. Dominicana | Cronologia completa delle presenze e delle reti in nazionale ― Rep. Dominicana | Cronologia completa delle presenze e delle reti in nazionale ― Rep. Dominicana | Cronologia completa delle presenze e delle reti in nazionale ― Rep. Dominicana |
| Data                                                                           | Città                                                                          | In casa                                                                        | Risultato                                                                      | Ospiti                                                                         | Competizione                                                                   | Reti                                                                           | Note                                                                           |
| ------------------------------------------------------------------------------ | ------------------------------------------------------------------------------ | ------------------------------------------------------------------------------ | ------------------------------------------------------------------------------ | ------------------------------------------------------------------------------ | ------------------------------------------------------------------------------ | ------------------------------------------------------------------------------ | ------------------------------------------------------------------------------ |
| 25-1-2021                                                                      | Santo Domingo                                                                  | Rep. Dominicana                                                                | 0 – 0                                                                          | Serbia                                                                         | Amichevole                                                                     | -                                                                              |                                                                                |
| 25-3-2021                                                                      | San Cristóbal                                                                  | Rep. Dominicana                                                                | 1 – 0                                                                          | Dominica                                                                       | Qual. Mondiali 2022                                                            | -                                                                              |                                                                                |
| 4-6-2021                                                                       | Santo Domingo                                                                  | Rep. Dominicana                                                                | 1 – 1                                                                          | Barbados                                                                       | Qual. Mondiali 2022                                                            | -                                                                              |                                                                                |
| 8-6-2021                                                                       | Panama                                                                         | Panama                                                                         | 3 – 0                                                                          | Rep. Dominicana                                                                | Qual. Mondiali 2022                                                            | -                                                                              | 45’                                                                            |
| Totale                                                                         |                                                                                | Presenze                                                                       | 4                                                                              |                                                                                | Reti                                                                           | 0                                                                              |                                                                                |

## Palmarès

### Club

#### Competizioni nazionali
- Serie D: 1

Pro Sesto: 2019-2020 (girone B)